# باد برکا
شهر باد برکا (به آلمانی: Bad Berka) در ایالت تورینگن در کشور آلمان واقع شده است.